# Edward Devereux Hamilton Tollemache
Edward Devereux Hamilton Tollemache, britanski general, * 1885, † 1947.